# ITF Women’s World Tennis Tour 2025 (Juli–September)
In den folgenden Tabellen werden die Tennisturniere des dritten Quartals der ITF Women’s World Tennis Tour 2025 dargestellt.

## Turnierplan
| Kategorien            | Kategorien           |
| World Tennis Tour 25+ | World Tennis Tour 15 |
| --------------------- | -------------------- |
| W100                  | —                    |
| W75                   | —                    |
| W50                   | —                    |
| W35                   | —                    |
| —                     | W15                  |

### Juli 2025
| Datum 1 | Turnierort                                                | Siegerin Einzel              | Siegerinnen Doppel                               |
| ------- | --------------------------------------------------------- | ---------------------------- | ------------------------------------------------ |
| 7.7.    | Den Haag BICT Groep ITF The Hague 2025                    | Oleksandra Olijnykowa        | Joy de Zeeuw Arantxa Rus                         |
| 7.7.    | Corroios-Seixal W50 Corroios-Seixal 2025                  | Witalija Djatschenko         | Eudice Chong Liang En-shuo                       |
| 7.7.    | Aschaffenburg SanLucar Ladies Open 2025                   | Nuria Brancaccio             | Rasheeda McAdoo Angella Okutoyi                  |
| 7.7.    | Hillcrest                                                 | Stéphanie Visscher           | Ayumi Miyamoto Miyu Nakashima                    |
| 7.7.    | Buzău                                                     | Despina Papamichail          | Elena Ruxandra Bertea Darja Lodikowa             |
| 7.7.    | Don Benito                                                | Katie Swan                   | María Martínez Vaquero Alba Rey García           |
| 7.7.    | Rio Claro                                                 | Lucciana Pérez Alarcón       | Dang Yiming You Xiaodi                           |
| 7.7.    | Monastir                                                  | Anastassija Gassanowa        | Alicia Dudeney Patricija Paukštytė               |
| 7.7.    | Casablanca                                                | Jekaterina Reingold          | Marija Andrijenko Margaux Maquet                 |
| 7.7.    | Ma’anshan                                                 | Yang Yidi                    | Im Heerae Kim Na-ri                              |
| 7.7.    | Huamantla                                                 | Marija Scholochowa           | Dalayna Hewitt Dasha Ivanova                     |
| 7.7.    | Grodzisk Mazowiecki                                       | Barbara Kostecka             | Salma Drugdová Ivana Šebestová                   |
| 7.7.    | Kuršumlijska Banja                                        | Anja Stanković               | Hanna Kubarawa Milana Schabrailowa               |
| 7.7.    | San Diego                                                 | Tianmei Wang                 | Kylie Collins Anita Sahdijewa                    |
| 14.7.   | Vitoria-Gasteiz W75 Vitoria Gasteiz 2025                  | Linda Klimovičová            | Malene Helgø Shi Han                             |
| 14.7.   | Granby Les Championnats Banque Nationale de Granby 2025   | Talia Gibson                 | Alexandra Vagramov Darja Viďmanová               |
| 14.7.   | Olmütz ITS Cup Olomouc 2025                               | Ana Sofía Sánchez            | Dalila Jakupović Nika Radišić                    |
| 14.7.   | Nottingham Lexus British Pro Series Nottingham 2025       | Zhang Shuai                  | Victoria Allen Amelia Rajecki                    |
| 14.7.   | Darmstadt Tennis International Darmstadt 2025             | Francesca Curmi              | Chelsea Fontenel Marie Mattel                    |
| 14.7.   | Turin                                                     | Ane Mintegi del Olmo         | Valentini Grammatikopoulou Lisa Zaar             |
| 14.7.   | Casablanca                                                | Anastassija Solotarjowa      | Yūki Naitō Jekaterina Reingold                   |
| 14.7.   | São Paulo                                                 | Lucciana Pérez Alarcón       | Marian Gómez Pezuela Cano Lucciana Pérez Alarcón |
| 14.7.   | Monastir                                                  | Sakura Hosogi                | Back Da-yeon Ku Yeon-woo                         |
| 14.7.   | Nakhon Pathom                                             | Patcharin Cheapchandej       | Kim Na-ri Ye Qiuyu                               |
| 14.7.   | Lu’an                                                     | Guo Meiqi                    | Anne Christine Lutkemeyer Obregon Tian Fangran   |
| 14.7.   | Huamantla                                                 | Dalayna Hewitt               | Kianah Motosono Maria Torres Murcia              |
| 14.7.   | Hillcrest                                                 | Kira Pawlowa                 | Heike Janse van Vuuren Victoria Mulville         |
| 14.7.   | Kuršumlijska Banja                                        | Caijsa Wilda Hennemann       | Valentina Ivanov Rebecca Munk Mortensen          |
| 14.7.   | Krško                                                     | Mariella Thamm               | Salma Drugdová Amélie Van Impe                   |
| 21.7.   | Figueira da Foz Figueira da Foz Ladies Open 2025          | Marija Timofejewa            | Aneta Laboutková Justina Mikulskytė              |
| 21.7.   | Evansville The Women’s Hospital Classic 2025              | Caty McNally                 | Arianne Hartono Prarthana Thombare               |
| 21.7.   | Horb AHG Cup 2025                                         | Park So-hyun                 | Tessa Johanna Brockmann Josy Daems               |
| 21.7.   | Mohammedia                                                | Yasmine Kabbaj               | Anastassija Tichonowa Lisa Zaar                  |
| 21.7.   | Florence                                                  | Amelia Honer                 | Haley Giavara Hiroko Kuwata                      |
| 21.7.   | Monastir                                                  | Back Da-yeon                 | Tenika McGiffin Elza Tomase                      |
| 21.7.   | Nakhon Pathom                                             | Patcharin Cheapchandej       | Kim Na-ri Ye Qiuyu                               |
| 21.7.   | Lu’an                                                     | Zhang Ying                   | Wang Jiayi Yuan Chengyiyi                        |
| 21.7.   | Huamantla                                                 | Maria Fernanda Navarro Oliva | Sabastiani León Marija Scholochowa               |
| 21.7.   | Câmpina                                                   | Elena Ruxandra Bertea        | Vanessa Popa Teiușanu Briana Szabó               |
| 21.7.   | Kuršumlijska Banja                                        | Draginja Vuković             | Marianne Argyrokastriti Astrid Wanja Brune Olsen |
| 21.7.   | Las Palmas de Gran Canaria                                | Ariana Geerlings             | Victoria Allen Angelina Wirges                   |
| 28.7.   | Maspalomas (Gran Canaria) ITF W100 Disa Gran Canaria 2025 | Kaitlin Quevedo              | Magali Kempen Anna Sisková                       |
| 28.7.   | Hechingen CTS Ladies Open Hechingen 2025                  | Nikola Bartůňková            | Renáta Jamrichová Jelena Pridankina              |
| 28.7.   | Cordenons W75 Cordenons 2025                              | Nuria Brancaccio             | Liang En-shuo Peangtarn Plipuech                 |
| 28.7.   | Lexington Lexington Open 2025                             | Wang Xiyu                    | Ayana Akli Eryn Cayetano                         |
| 28.7.   | Knokke-Heist                                              | Despina Papamichail          | Anastasia Abbagnato Despina Papamichail          |
| 28.7.   | Roehampton                                                | Jeline Vandromme             | Alicia Dudeney Amelia Rajecki                    |
| 28.7.   | Nakhon Pathom                                             | Punnin Kovapitukted          | Kim Na-ri Ye Qiuyu                               |
| 28.7.   | Pergamino                                                 | Luisina Giovannini           | Martina Capurro Taborda Julia Riera              |
| 28.7.   | Monastir                                                  | Beatrise Zeltiņa             | Alyssa Réguer Zhu Chenting                       |
| 28.7.   | Cluj-Napoca                                               | Ilinca Amariei               | Oana Gavrilă Linda Ševčíková                     |
| 28.7.   | Lu’an                                                     | Guo Meiqi                    | Huang Yujia Zhang Ying                           |
| 28.7.   | Huamantla                                                 | Marija Scholochowa           | Sabastiani León Marija Scholochowa               |
| 28.7.   | Savitaipale                                               | Marcelina Podlińska          | Clarissa Blomqvist Darja Jessyptschuk            |
| 28.7.   | Dublin                                                    | Ida Wobker                   | Esther Adeshina Victoria Allen                   |
| 28.7.   | Kuršumlijska Banja                                        | Alexandra Schubladse         | Sofja Lansere Alexandra Schubladse               |
| 28.7.   | Rogaška Slatina                                           | Isabella Maria Serban        | Salma Drugdová Daria Kuczer                      |

### August 2025
| Datum 1 | Turnierort                                           | Siegerin Einzel          | Siegerinnen Doppel                           |
| ------- | ---------------------------------------------------- | ------------------------ | -------------------------------------------- |
| 4.8.    | Landisville Koser Jewelers Tennis Challenge 2025     | Petra Marčinko           | Carmen Corley Ivana Corley                   |
| 4.8.    | Amstetten Ladies Open Amstetten 2025                 | Sinja Kraus              | Feng Shuo Liang En-shuo                      |
| 4.8.    | Leipzig Leipzig Open 2025                            | Alissa Oktjabrewa        | Park So-hyun Peangtarn Plipuech              |
| 4.8.    | Koksijde Flanders Ladies Trophy Koksijde 2025        | Ikumi Yamazaki           | Magali Kempen Anna Sisková                   |
| 4.8.    | Ourense W50 Cidade de Ourense 2025                   | Polina Jazenko           | Momoko Kobori Ayano Shimizu                  |
| 4.8.    | Chacabuco                                            | Luisina Giovannini       | Luisina Giovannini Marian Gómez Pezuela Cano |
| 4.8.    | Roehampton                                           | Alicia Dudeney           | Naiktha Bains Rutuja Bhosale                 |
| 4.8.    | Kuršumlijska Banja                                   | Miriam Bulgaru           | Alexandra Schubladse Xenija Saizewa          |
| 4.8.    | Southaven                                            | Kayla Day                | Catherine Harrison Ashley Lahey              |
| 4.8.    | Monastir                                             | Jeline Vandromme         | Tenika McGiffin Elza Tomase                  |
| 4.8.    | Astana                                               | Jekaterina Maklakowa     | Assylschan Arystanbekowa Ingkar Dyussebay    |
| 4.8.    | Lu’an                                                | Viktória Morvayová       | Huang Yujia Xiao Zhenghua                    |
| 4.8.    | Singapur                                             | Haruna Arakawa           | Haruna Arakawa Natsumi Kawaguchi             |
| 4.8.    | Hämeenlinna                                          | Laura Hietaranta         | June Björk Emma Kamper                       |
| 4.8.    | Bielsko-Biała                                        | Marcelina Podlińska      | Daria Górska Emma Slavíková                  |
| 4.8.    | Tweed Heads                                          | Giselle Isabella Guillen | Catherine Aulia Lily Fairclough              |
| 4.8.    | Brașov                                               | Elena Ruxandra Bertea    | Alexandra Irina Anghel Carmen Andreea Herea  |
| 4.8.    | Slovenske Konjice                                    | Eva-Marie Voracek        | Salma Drugdová Magdaléna Smékalová           |
| 11.8.   | Kuršumlijska Banja W75 Kuršumlijska Banja 2025       | Teodora Kostović         | Natalija Senić Anja Stanković                |
| 11.8.   | Saskatoon Saskatoon Challenger 2025                  | Himeno Sakatsume         | Saki Imamura Hiroko Kuwata                   |
| 11.8.   | Erwitte Erwitte Open 2025                            | Tessa Johanna Brockmann  | Tilwith Di Girolami Priska Madelyn Nugroho   |
| 11.8.   | Aldershot                                            | Hiromi Abe               | Hiromi Abe Akiko Ōmae                        |
| 11.8.   | Bydgoszcz                                            | Tatiana Pieri            | Zuzanna Pawlikowska Sapfo Sakellaridi        |
| 11.8.   | Vigo                                                 | Carol Young Suh Lee      | Joy de Zeeuw Vendula Valdmannová             |
| 11.8.   | Monastir                                             | Jeline Vandromme         | Alena Kovačková Jana Kovačková               |
| 11.8.   | Astana                                               | Jekaterina Chairutdinowa | Jekaterina Chairutdinowa Hanna Kubarawa      |
| 11.8.   | Lu’an                                                | Jeong Bo-young           | Kim Da-bin Lin Fang-an                       |
| 11.8.   | Singapur                                             | Kim Yu-jin               | Im Heerae Kim Cherry                         |
| 11.8.   | Huntsville                                           | Ava Hrastar              | Isabel Adrover Gallego Aran Teixidó García   |
| 11.8.   | Santiago                                             | Antonia Vergara Rivera   | Romina Ccuno Fernanda Labraña                |
| 11.8.   | Tweed Heads                                          | Amy Stevens              | Monique Barry Gabriella Da Silva Fick        |
| 11.8.   | Otopeni                                              | Angelica Raggi           | Alexandra Irina Anghel Carmen Andreea Herea  |
| 18.8.   | Bistrița W50 Bistrița 2025                           | ~Niemandsland            | ~Niemandsland ~Niemandsland                  |
| 18.8.   | Verbier Verbier Open 2025                            | ~Niemandsland            | ~Niemandsland ~Niemandsland                  |
| 18.8.   | Wanfercée-Baulet                                     | ~Niemandsland            | ~Niemandsland ~Niemandsland                  |
| 18.8.   | Krakau                                               | ~Niemandsland            | ~Niemandsland ~Niemandsland                  |
| 18.8.   | Logroño                                              | ~Niemandsland            | ~Niemandsland ~Niemandsland                  |
| 18.8.   | Monastir                                             | ~Niemandsland            | ~Niemandsland ~Niemandsland                  |
| 18.8.   | Lu’an                                                | ~Niemandsland            | ~Niemandsland ~Niemandsland                  |
| 18.8.   | Santiago                                             | ~Niemandsland            | ~Niemandsland ~Niemandsland                  |
| 18.8.   | Nakhon Pathom                                        | ~Niemandsland            | ~Niemandsland ~Niemandsland                  |
| 18.8.   | Ankara                                               | ~Niemandsland            | ~Niemandsland ~Niemandsland                  |
| 25.8.   | Bytom Śląskie Open 2025                              | ~Niemandsland            | ~Niemandsland ~Niemandsland                  |
| 25.8.   | Oldenzaal Siers ITF World Tennis Tour Oldenzaal 2025 | ~Niemandsland            | ~Niemandsland ~Niemandsland                  |
| 25.8.   | Verbier Verbier Open II 2025                         | ~Niemandsland            | ~Niemandsland ~Niemandsland                  |
| 25.8.   | Nakhon Pathom                                        | ~Niemandsland            | ~Niemandsland ~Niemandsland                  |
| 25.8.   | Triest                                               | ~Niemandsland            | ~Niemandsland ~Niemandsland                  |
| 25.8.   | Brașov                                               | ~Niemandsland            | ~Niemandsland ~Niemandsland                  |
| 25.8.   | Iraklio                                              | ~Niemandsland            | ~Niemandsland ~Niemandsland                  |
| 25.8.   | Telawi                                               | ~Niemandsland            | ~Niemandsland ~Niemandsland                  |
| 25.8.   | Monastir                                             | ~Niemandsland            | ~Niemandsland ~Niemandsland                  |
| 25.8.   | Lu’an                                                | ~Niemandsland            | ~Niemandsland ~Niemandsland                  |
| 25.8.   | Kaltenkirchen                                        | ~Niemandsland            | ~Niemandsland ~Niemandsland                  |
| 25.8.   | Ankara                                               | ~Niemandsland            | ~Niemandsland ~Niemandsland                  |